# جورج شتال
جورج إرنست شتال (بالألمانية: Georg Ernst Stahl) (22 أكتوبر 1659 - 24 مايو 1734) كان كيميائيًا وطبيبًا وفيلسوفًا ألمانيًا. كان مؤيدًا للمذهب الحيوي، وحتى أواخر القرن الثامن عشر، اعتُبرت أعماله على الفلوجستون مقبولة كشرح للعمليات الكيميائية. 

## سيرته الذاتية
ولد جورج إرنست شتال في 21 أكتوبر عام 1660 في آنسباخ في بافاريا. كان ابنًا لقس لوثري، نشأ ضمن عائلة مستقيمة ومتدينة. من سن مبكرة، أبدى اهتمامًا بالغًا بالكيمياء، وفي سن الخامسة عشرة، درس مجموعة محاضرات جامعية عن الكيمياء وفي النهاية درس أطروحة صعبة ليوهانس كونكل. تزوج مرتين، توفيت زوجتاه كلتاهما من حمى النفاس في عامي 1696 و1706. أنجب ابنًا يُدعى جوناثان، وابنة توفيت في عام 1708. استمر في العمل والنشر بعد وفاة زوجتيه وأطفاله في النهاية، لكنه غالبًا ما كان شديد القسوة على الطلاب وأصيب باكتئاب شديد حتى وفاته عام 1734 عن عمر 74 عامًا.

## حياته وتعليمه
ولد في أبرشية سانت جون في آنسباخ، براندنبورغ في 21 أكتوبر 1659. كان والده يوهان لورنتز شتال. نشأ عضوًا في حركة التقوية، ما أثر على وجهات نظره حول العالم. ترجع اهتماماته بالكيمياء إلى تأثير أستاذ الطب جاكوب بارنر والكيميائي يوهانس كونكل فون لوينشتيرن. في أواخر سبعينيات القرن السادس عشر، انتقل شتال إلى ساكس-جينا لدراسة الطب في جامعة جينا. نجح في الجامعة وحصل على درجة في الطب نحو عام 1683 ثم استمر بالتدريس في نفس الجامعة.
أكسبه التدريس في الجامعة سمعة جيدة لدرجة أنه في عام 1687 تعين كطبيب شخصي لدوق ساكس فايمار، يوهان إرنست. في عام 1693، انضم إلى صديق الكلية القديم فريدريش هوفمان في جامعة هاله. في عام 1694، شغل منصبًا في كلية الطب في جامعة هاله. من 1715 حتى وفاته، كان الطبيب والمستشار للملك فريدرش فيلهلم الأول ملك بروسيا والمسؤول عن المجلس الطبي في برلين.

## الطب
انصب تركيز شتال على التمييز بين الأحياء وغير الأحياء. رغم أنه لم يدعم آراء ممارسي العلاج الفيزيائي الميكانيكي، كان يعتقد أن جميع المخلوقات غير الحية ميكانيكية وكذلك الكائنات الحية إلى درجة معينة. كانت يعتقد أن الأشياء غير الحية مستقرة طوال الوقت ولا تتغير بسرعة. من ناحية أخرى، تخضع الكائنات الحية للتغيير وتميل إلى التحلل، الأمر الذي دفع شتال إلى العمل في التخمر.
كان شتال مناصرًا للنظام الأرواحي، معارضًا للفلسفة المادية لهيرمان بورهافا وفريدريش هوفمان. كانت حجته الرئيسية حول الكائنات الحية وجود عامل مسؤول عن تأخير هذا التحلل في الكائنات الحية وأن هذا العامل هو الأنيما أو روح الكائن الحي. تتحكم الأنيما في جميع العمليات الفيزيائية التي تحدث في الجسم. فهي لا تتحكم فقط في الجوانب الميكانيكية للكائنات، بل وفي اتجاهاتها وأهدافها. تتحكم الأنيما في هذه العمليات من خلال الحركة. كان يعتقد أن الحركات الثلاثة الأهم في الجسم هي الدورة الدموية والإخراج والإفراز.
انعكست هذه المعتقدات في آرائه حول الطب. كان يعتقد أن الدواء يجب أن يعالج الجسم ككل مع الأنيما، بدلاً من الأجزاء المحددة منه. كان يعتقد أن معرفة بعض الأجزاء الميكانيكية للجسم ليست مفيدة جدًا. انتُقدت وجهات نظره من قبل غوتفريد-لايبنتس، الذي تبادل معه الرسائل. خلال الجزء الأول من القرن الثامن عشر، لقيت أفكار شتال حول الجزء غير المادي من الجسم تجاهلًا بينما قُبلت أفكاره الميكانيكية حول الجسم في أعمال بورهافا وهوفمان. 

## روابط خارجية
- جورج شتال على موقع الموسوعة البريطانية (الإنجليزية)
- جورج شتال على موقع ميوزك برينز (الإنجليزية)